# 毛皇后 (苻登)
毛 皇后（もう こうごう、? - 389年）は、五胡十六国時代前秦の第5代君主苻登の皇后である。武都郡の出身。父は前秦の河州刺史の毛興。

## 生涯
父の毛興は河州刺史として前秦に仕え、枹罕に割拠していた。
383年、3代君主苻堅の族孫（同族の孫の世代）である苻登は狄道県令を務めていたが、前秦国内が騒乱に陥った事で毛興の下へ亡命して来た。時期は不明だが、毛氏は苻登へ嫁いだ。
386年4月に毛興が没すると、紆余曲折を経て同年7月に苻登が枹罕の勢力を引き継ぐようになった。この時既に苻堅は後秦に捕らえられて殺害されており、後を継いだ4代君主苻丕もまた同年10月に東晋に敗れて戦死した。これを受け、11月に苻登は帝位に登った。
387年1月、毛氏は皇后に立てられた。
389年2月、苻登は後秦征伐の為、自ら1万余りの軽騎兵を率いて安定に割拠する羌族勢力の攻撃を開始した。この時、安定郡の大界に輜重を留め、毛氏もまた大界に留められた。
8月、苻登は後秦君主姚萇の守る安定城へ進撃したが、姚萇は尚書令姚旻に安定の守りを委ねると、夜闇に乗じて自ら3万の兵を率いて出撃し、輜重を置いている大界を奇襲した。これにより大界の陣営は陥落してしまったが、毛氏はなおも自ら弓を構えて馬に跨り、数百人の壮士を率いて後秦軍に抗い、700人余りを討ち取った。だが、多勢に無勢であり、奮戦むなしくやがて後秦軍に捕らえられた。
毛氏の容貌は美しかったので、姚萇は彼女を後宮へ納めようと考えたが、毛氏は「天子の皇后がどうして賊羌の辱めを受け入れると思うのか。どうして我を速やかに殺さぬか！」と罵った。さらに天を仰いで「無道なる姚萇め。先には天子（苻堅）を殺し、今は皇后を凌辱しようとするのか。皇天后土（天地の神）がどうして汝などを受け入れると思うか！」と言い放ち、号泣した。これに姚萇は激怒し、彼女を殺害した。

## 人物
美しい容貌をしていたという。また勇壮であり、騎射の心得を有していた。